# Charles Gounod
Charles-François Gounod (tiếng Pháp: [ʃaʁl fʁɑ̃swa ɡuno]; 17 tháng 6 năm 1818 – 17 tháng 10 hay 18 tháng 10 năm 1893) là nhà soạn nhạc Pháp. Ông được công chúng biết qua tác phẩm Ave Maria chuyển soạn trên tác phẩm của Bach, qua các vở opera Faust và Romeo và Juliette.

## Tiểu sử
Gounod sinh ở Paris. Cha là họa sĩ thiết kế, mẹ là một nghệ sĩ dương cầm. Mẹ của Gounod là người dạy piano đầu tiên của ông, với sự chỉ dạy đó ông đã bộc lộ tài năng âm nhạc. Ông vào học tại Nhạc viện Paris dưới sự giáo dục của  Fromental Halévy và Pierre Zimmermann (cũng là cha của Anne, vợ tương lai của ông). Năm 1839, Gounod giành được học bổng Prix de Rome với cantata Fernand và đến Italy học nhạc, cha ông là François-Louis Gounod vào năm 1783 cũng nhận được giải nhì của học bổng này trong lĩnh vực hội họa. Trong bốn năm tại Italy, ông đã nghiên cứu âm nhạc của Palestrina và nhạc tôn giáo thế kỉ XVI, những thứ ông không bao giờ hết yêu mến. Những tác phẩm đầu tay của ông chịu ảnh hưởng dòng âm nhạc tôn giáo – thuyết giáo Pere Lacordaire dòng Dominican. Khoảng năm 1846-1847, ông có ý định nghiêm túc về việc tham gia vào giới giáo sĩ, nhưng thay đổi suy nghĩ trước khi thực sự tham giao hội thánh và quay lại với sáng tác. Từ năm 1848, Gounod bắt đầu nghiên cứu nhạc kịch. Qua ca sĩ giọng nữ trung Pauline Viardot, ông được nhận vào nhà hát opera sapho cùng với người viết nhạc kịch là Emile Augier. Hè năm 1850, Gounod viết Memoire d'un ariste. 1852, ông viết La noune sanglante và hoàn thành năm 1854. Những tác phẩm tiếp theo là Ivan le terrieble, La reine de Saba, Mireille và Faust. Vở Faust được công chúng Pháp yêu thích và khán giả rất đông. Opera Faust lan sang Đức và trở thành nổi tiếng thế giới. Vở Romeo và Juliette của Gounod thành công và được diễn suốt năm 1867. Sau này Gounod viết vở Cing Mars theo tác phẩm cùng tên của nhà văn Pháp Alfred de Vigny.

## Tác phẩm

### Vở opera Faust
Johann Wolfgang Goethe viết Faust, nhưng trước ông đã có nhiều người viết về Faust dựa theo cốt truyện dân gian về Faust. Năm 1587 đã có sách Câu chuyện về bác sĩ Faustus của Johann Spiess. Sách gây được tiếng vang lớn bởi nó tạo ra rung cảm, tính phiêu lưu nơi người đọc. Sách được dịch sang tiếng Anh năm 1588, sang tiếng Pháp, tiếng Hà Lan năm 1592, sang tiếng Tiệp năm 1611. Nhà văn Anh Christopher Marlow đã viết bi kịch về Faust năm 1890. Ông nhấn mạnh
| “ | Con người tư sản trỗi dậy mang tính nhân văn. Faust kết thân với quỷ Mephistopheles là do thèm khát hiểu biết và muốn vươn tới sức mạnh trí tuệ do muốn hành động. Kịch bản hay nhất về Faust là của Johann Wolfgang von Goethe vì Faust của Goethe tiêu biểu cho yếu tố tích cực của con người: luôn tìm cách vươn lên, vượt những trở ngại đời thưởng để có một cuộc sống hữu ích. Cốt truyện Faust tới công chúng Pháp không qua thể loại kịch, mà thông qua opera Faust của Charles Gounod. | ” |

## Đánh giá
Giới âm nhạc nhận xét: "Gounod đã thành công trong việc tôn tạo, gìn giữ và xây dựng cho nền nhạc kịch Pháp, đưa ra những quy luật chặt chẽ trong âm nhạc mà thế hệ sau xem là một khuôn mẫu, tạo ra một giá trị vô giá cho tiến trình phát triển nền âm nhạc Pháp."

## Media
| Faust: "O merveille!... A moi les plaisirs"                                                 |
| Thông tin                                                                                   |
| The Act I finale of Gounod's Faust (1859), sung by Enrico Caruso và Marcel Journet in 1910. |

| Ave Maria                                                                 |
|                                                                           |
| Gounod's Ave Maria arranged for piano and cello. Performed by John Michel |

| Marche Pontificale                                                                  |
|                                                                                     |
| Adopted as the official anthem of the Pope, the Holy See and the Vatican City State |

| "O Divine Redeemer (1894)"             |
|                                        |
| Performed by Charles W. Clark in 1913. |

| I. Adagio, allegro |  |
|                    |  |
|                    |  |

| II: Andante cantabile |  |
|                       |  |
|                       |  |

| III: Scherzo (Allegro moderato) |  |
|                                 |  |
|                                 |  |

| IV: Finale (Allegretto)                      |
|                                              |
| Performed by the Soni Ventorum Wind Quintet. |